# Regering van nationale eenheid
Een regering van nationale eenheid, ook wel kabinet van nationale eenheid genoemd, is een regering bestaande uit een brede coalitie waarin alle (grote) politieke partijen zijn vertegenwoordigd. Deze regeringsvorm komt vaak voor in verband met een nationale crisis, bijvoorbeeld een oorlog(sdreiging).

## België
In België, in het kasteel van Loppem, heeft koning Albert I in 1919 in de nasleep van de Eerste Wereldoorlog een regering van nationale eenheid opgericht onder leiding van Léon Delacroix met de partijen CVP, BWP en LP, en grote hervormingen beslist (Akkoord van Loppem): algemeen enkelvoudig stemrecht voor alle mannen vanaf 21 jaar, de erkenning van de vakbonden, een universiteit in Gent in het Nederlands. Deze regering werd ontbonden in november 1920. (Zie regering-Delacroix II).
In januari 2011 riep de voorzitter van de Waalse partij PS, Elio Di Rupo, op tot de vorming van een regering van nationale eenheid, omdat na een periode van meer dan zeven maanden na de verkiezingen van 13 juni 2010 er nog geen enkel zicht was op de vorming van een federale regering of een oplossing voor de politieke impasse. Di Rupo kreeg hiervoor geen bijval van de andere partijen.

## Duitsland
- Duitsland had in 2005 een nationale regering met de SPD en het CDU/CSU, onder leiding van Angela Merkel.

## Indonesië
President Abdurrahman Wahid vormde in 1999 zijn Kabinet van Nationale Eenheid in Indonesië.

## Israël
In Israël zijn er een aantal nationale regeringen geweest, waarin de rivaliserende Arbeidspartij met de Likoed een regering vormden.

## Luxemburg
Luxemburg heeft twee nationale regeringen gehad: 
- De eerste nationale regering werd gevormd in 1916, tijdens de Eerste Wereldoorlog, waarin Luxemburg neutraal was, maar toch bezet werd door Duitsland. Deze regering stond onder leiding van de partijloze Victor Thorn. Alle grote partijen in het parlement namen deel aan deze regering. De regering hield slechts 16 maanden stand.

- De tweede nationale regering werd in november 1945 gevormd, in de nasleep van de Tweede Wereldoorlog, waarin Luxemburg was ingenomen door nazi-Duitsland. De regering werd geleid door Pierre Dupong, die minister-president was in ballingschap tijdens de oorlog. Zijn regering bestond uit de CSV, de LSAP, de DP en de KPL. De regering hield stand tot 1947.

## Myanmar
Na de staatsgreep van 2021 vormde een groep verdreven wetgevers en parlementsleden de Regering van Nationale Eenheid van Myanmar, die door het Europees Parlement werd erkend als de legitieme regering van Myanmar. 

## Palestijnse Autoriteit
- De Palestijnse Autoriteit had in 2007 een nationale regering met Fatah en Hamas, onder leiding van Ismail Haniya.

## Verenigd Koninkrijk
Het Verenigd Koninkrijk heeft twee nationale regeringen gehad: 
- In 1931 kreeg de socialist Ramsay MacDonald de taak van koning George V om een nationale regering te vormen tussen National Labour, de Conservative Party, de Liberal Party en de National Liberal Party. Dit idee stuitte op veel weerstand binnen de Labour Party. Het gevolg was dat MacDonald uit de partij stapte en de National Labour Party (Nationale Arbeiderspartij) oprichtte. The National Labour Party, de Conservative Party en de Liberal Party vormden daarop een coalitieregering met MacDonald als premier. Bij de verkiezingen van 1935 verloor MacDonald zijn zetel in het parlement en kwam de Nationale Regering ten val. Dit betekende ook het einde van National Labour.

- In 1935 werd er weer een nationale regering gevormd tussen National Labour, de Conservative Party, Liberal National en de Ulster Unionist. Deze regering hield stand tot 1940.

## Verenigde Staten
In de hoop om de rivaliserende politieke partijen weer bijeen te brengen tijdens de Amerikaanse Burgeroorlog, vormde de Amerikaanse president Abraham Lincoln in zijn tweede termijn als president een nationale eenheidsregering met de Democraat Andrew Johnson als zijn vicepresident.